# Davidraena antennalis
Davidraena antennalis är en skalbaggsart som beskrevs av Manfred A. Jäch 1994. Davidraena antennalis ingår i släktet Davidraena och familjen vattenbrynsbaggar. Inga underarter finns listade i Catalogue of Life.